# Erich Scheid
Erich Scheid (* 15. November 1915; † 13. Dezember 1997 in Langen (Hessen)) war ein deutscher Politiker (SPD), von 1965 bis 1976 letzter Bürgermeister des damals selbständigen Sprendlingen und 1977 erster Bürgermeister der neu gebildeten Stadt Dreieich im hessischen Landkreis Offenbach.

## Werdegang und politische Karriere

### Beruf und politisches Engagement
Der gelernte Gärtner Erich Scheid trat nach dem Zweiten Weltkrieg in Frankfurt am Main in den städtischen Dienst ein und stieg dort bis zum Obermagistratsdirektor und zum Leiter des Sozialamtes auf.
In Frankfurt engagierte sich Erich Scheid in der Politik und war Mitglied der SPD. Dort war er der Vorsitzende des Distriktes Bornheim und stellvertretender Vorsitzender des SPD-Unterbezirksvorstandes von 1964 bis 1967. Er zählte damit zum engeren Führungskreis des damaligen Frankfurter SPD-Vorsitzenden, Magistratsmitglieds und späteren Oberbürgermeisters Walter Möller.

### Bürgermeister von Sprendlingen
Als der Sprendlinger Bürgermeister Wilhelm Banse im April 1965 überraschend im Alter von 54 Jahren verstarb, trat Erich Scheid seine Nachfolge an. Am 1. November 1965 wurde er vom Sprendlinger Magistrat, in dem die SPD über die Mehrheit verfügte, zum Bürgermeister gewählt. In dieser Funktion übernahm er als Kämmerer die kommunalen Finanzen und leitete den Sozialbereich der Stadt. Er arbeitete mit dem am 1. Januar 1965 gewählten Ersten Stadtrat Heinrich Keim zusammen, der den Bausektor übernommen hatte. Sechs Jahre später, im Mai 1971 wurde Erich Scheid in das Amt wiedergewählt.
In seiner Politik legte Erich Scheid besonderen Augenmerk auf die Förderung sozialer Initiativen. Er initiierte oder förderte während seiner Amtszeit den Kindergartenbau, die Bildung von Altenklubs, den „Bürgerverein Sprendlingen“ (heute „Bürgerverein Dreieich“), das Pflegeheim Haus Dietrichsroth, das Bürgerhaus in Sprendlingen sowie das Hallenbad und die Modernisierung des Parkschwimmbades. In Kooperation mit dem Kreis Offenbach wurden mehrere Schulen neu gebaut. Zudem brachte er die Städtepartnerschaften mit der niederländischen Gemeinde Oisterwijk sowie der französischen Gemeinde Joinville auf den Weg und war ein Befürworter des Zusammenschlusses der fünf Gemeinden zur Stadt Dreieich.

### Bürgermeister von Dreieich
Als sich im Zuge der Gebietsreform in Hessen am 1. Januar 1977 die Städte Dreieichenhain und Sprendlingen mit den Gemeinden Buchschlag, Götzenhain und Offenthal zur Stadt Dreieich zusammenschlossen, wurde Erich Scheid vom Land Hessen zum ersten staatsbeauftragten Bürgermeister bestellt, der die Amtsgeschäfte bis Juni des Jahres führte. Im März 1977 fanden die erste Kommunalwahl in Dreieich statt, aus der der frühere Buchschlager Bürgermeister Hans Meudt als Gewinner hervorging und am 6. Juni von den Stadtverordneten zum Bürgermeister gewählt wurde.

### Letzte Jahre
Anschließend wurde Erich Scheid in den einstweiligen und 1980 in den endgültigen Ruhestand versetzt. Erich Scheid verstarb 1997 im Alter von 82 Jahren in der Kreisklinik Langen. Er hinterließ seine Ehefrau Hilde, geborene Stoll, eine Tochter und zwei Söhne.

## Ehrungen
- Ehrenplakette und die Ehrenurkunde der Stadt Sprendlingen[1]
- Horst-Schmidt-Medaille[1]
- Ehrenbrief des Landes Hessen[1]
- Bürgermedaille der Stadt Dreieich in Silber (1995)[10]
- Im ab 2014 erschlossenen Sprendlinger Neubaugebiet Heckenborn wurde eine Straße nach Erich Scheid benannt[11]